# SixDegrees
SixDegrees.com fue un servicio de red social web que duró inicialmente desde 1997 a 2000 y se basaba en el modelo de redes sociales Web of Contacts. Debe su nombre al concepto de seis grados de separación. y permitía a los usuarios incluir en la lista a amigos, familiares y conocidos estuvieran registrados o no registrados en el sitio. Se invitaba a los contactos externos a unirse. Las personas que confirmaban una relación con un usuario existente pero no se registraban en el sitio seguían recibiendo actualizaciones y solicitudes ocasionales por correo electrónico. Los usuarios podían enviar mensajes y publicar en el tablón de anuncios a personas de su primer, segundo y tercer grado, y ver su conexión con cualquier otro usuario del sitio.
SixDegrees fue una de la primera red social que alcanzó gran popularidad. Le siguieron otros sitios de mayor éxito basados en el "modelo de red de círculos sociales", como Friendster, MySpace, LinkedIn, XING y Facebook.
MacroView (rebautizada posteriormente como SixDegrees Inc.), la empresa que desarrolló el sitio, fue fundada por el CEO Andrew Weinreich en mayo de 1996 y tenía su sede en Nueva York. En los días de oro de la empresa, SixDegrees contaba con unos 100 empleados, y el sitio tenía alrededor de 3.500.000 miembros totalmente registrados.El sitio fue comprado por YouthStream Media Networks en diciembre de 1999 por 125.000.000 de dólares. SixDegrees cerró un año después por problemas de rentabilidad el 30 de diciembre de 2000, para volver a ponerse en marcha unos años más tarde.